# Radostovice (Smilovy Hory)
Radostovice (německy Radostowitz) jsou malá vesnice, část obce Smilovy Hory v okrese Tábor v Jihočeském kraji. Nachází se asi 2,5 kilometru jižně od Smilových Hor. Je zde evidováno 38 adres. V roce 2011 zde trvale žilo 23 obyvatel.
Radostovice leží v katastrálním území Radostovice u Smilových Hor o rozloze 4,7 km². V katastrálním území Radostovice u Smilových Hor leží i Františkov.

## Historie
První písemná zmínka o vesnici pochází z roku 1538.

## Obyvatelstvo
| Rok            | 1869 | 1880 | 1890 | 1900 | 1910 | 1921 | 1930 | 1950 | 1961 | 1970 | 1980 | 1991 | 2001 | 2011 | 2021 |
| -------------- | ---- | ---- | ---- | ---- | ---- | ---- | ---- | ---- | ---- | ---- | ---- | ---- | ---- | ---- | ---- |
| Počet obyvatel | 159  | 170  | 153  | 148  | 143  | 134  | 119  | 78   | 65   | 63   | 47   | 27   | 29   | 23   | 28   |
| Počet domů     | 19   | 21   | 23   | 26   | 23   | 23   | 24   | 23   | 40   | 18   | 15   | 22   | 25   | 25   | 18   |

## Obecní správa
Při sčítání lidu v letech 1850–1920 Radostovice byly osadou obce Pojbuky v okrese Tábor. V letech 1921–1971 byly samostatnou obcí, se kterým patřily nejprve do okresu Tábor, ale v roce 1950 v okrese Pacov a od roku 1960 opět v okrese Tábor. Od 26. listopadu 1971 jsou částí obce Smilovy Hory v okrese Tábor, kdy se konaly obecní volby. V letech 1921–1949 k obci patřily Nahořany a v letech 1921–1971 také Františkov.

## Sbor dobrovolných hasičů
Hasičský sbor zde vznikl v roce 1933.[zdroj⁠?!] Hasiči jsou v Radostovicích jedinou organizací, která oživuje dění ve vesnici. Každý rok se účastní okresních hasičských soutěží. Na začátku 21. století se zde svépomocí hasičů postavila nová hasičská zbrojnice, jejíž součástí je společenské prostředí, kde se odehrávají pravidelná setkání místních i hostů. Současným[kdy?] starostou SDH Radostovice je Pavel Měchura a jednatelem Miroslav Maršík.

## Galerie

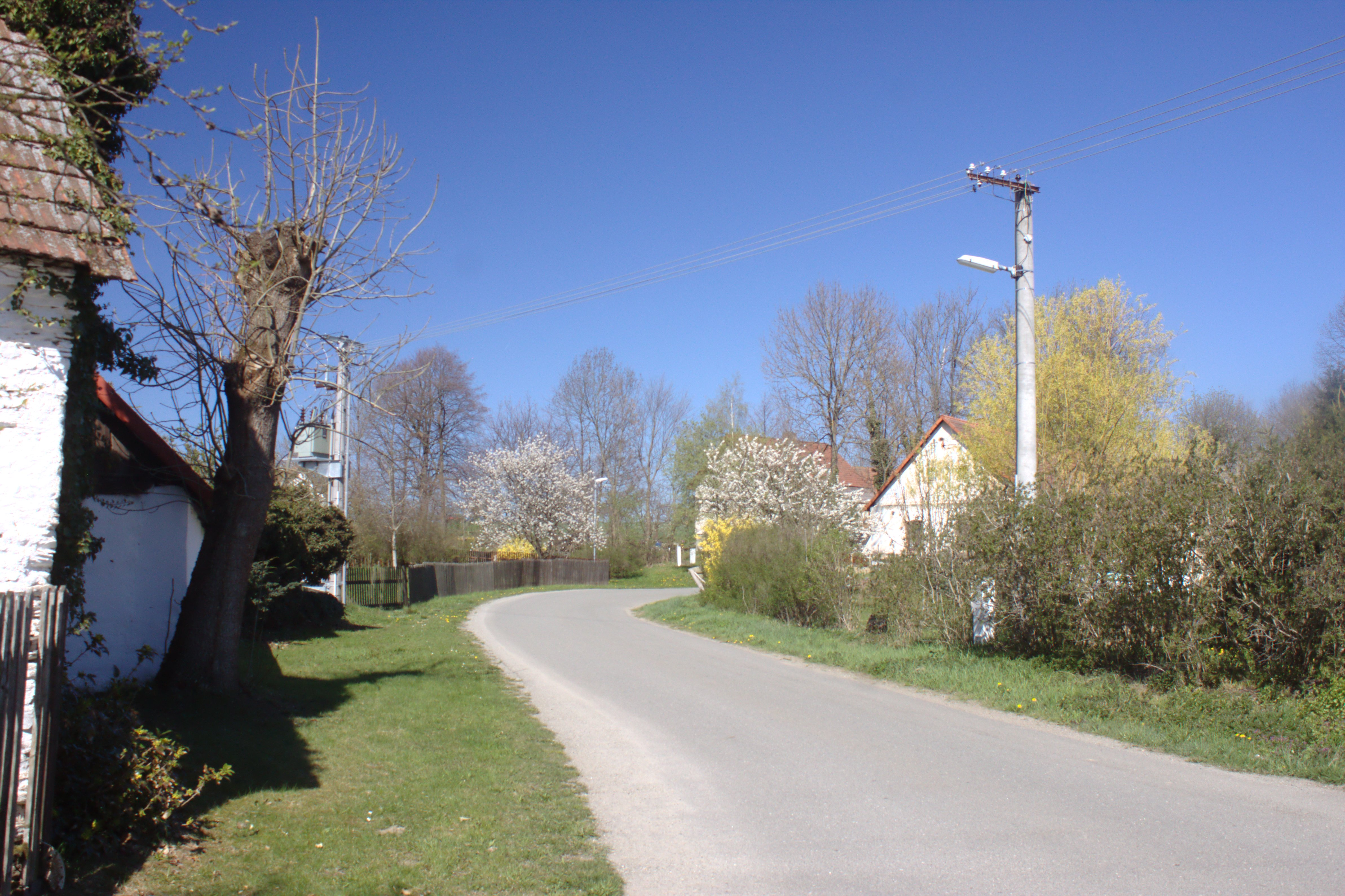
Jaro ve vsi (2019)
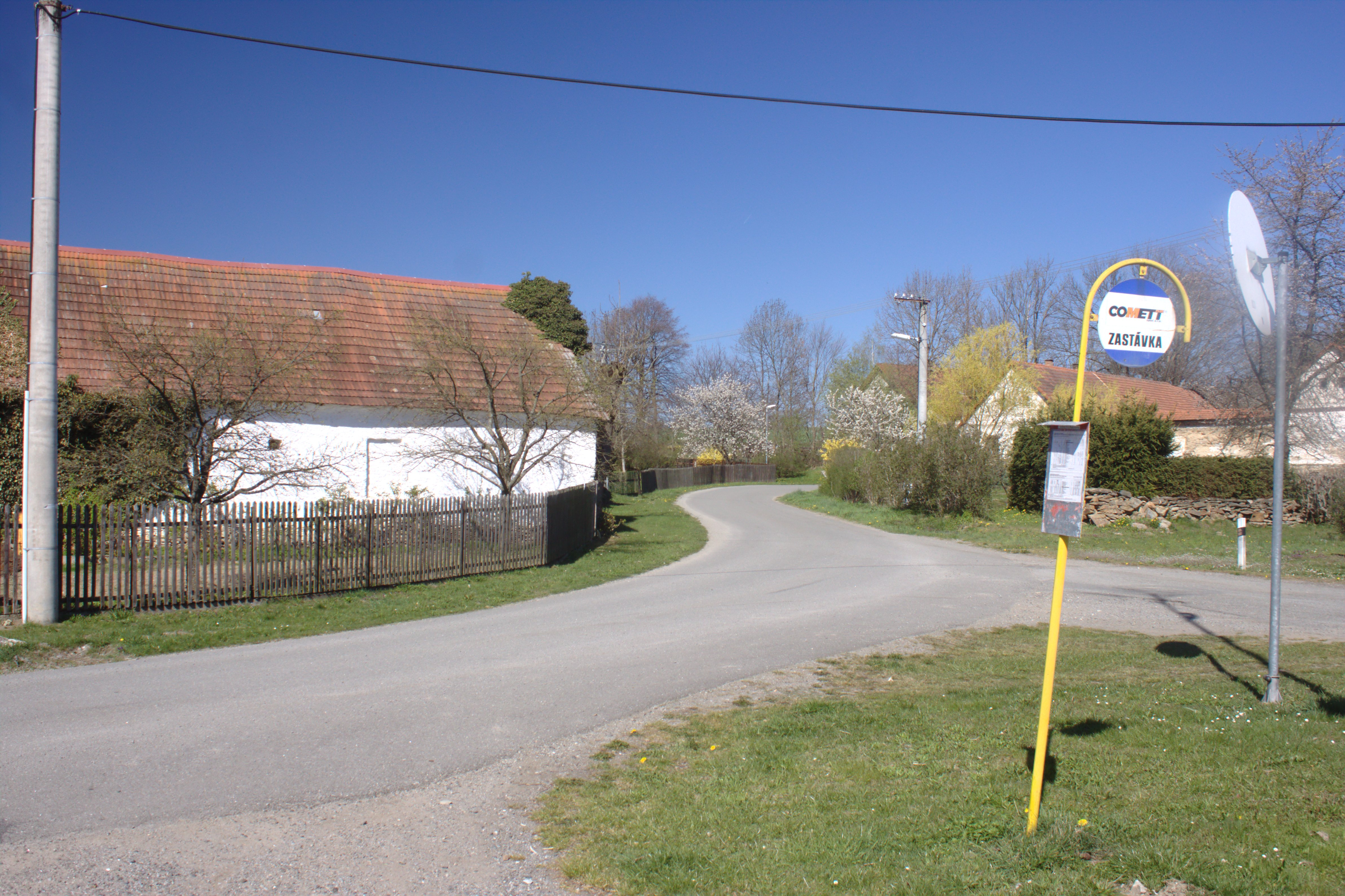
Autobusová zastávka
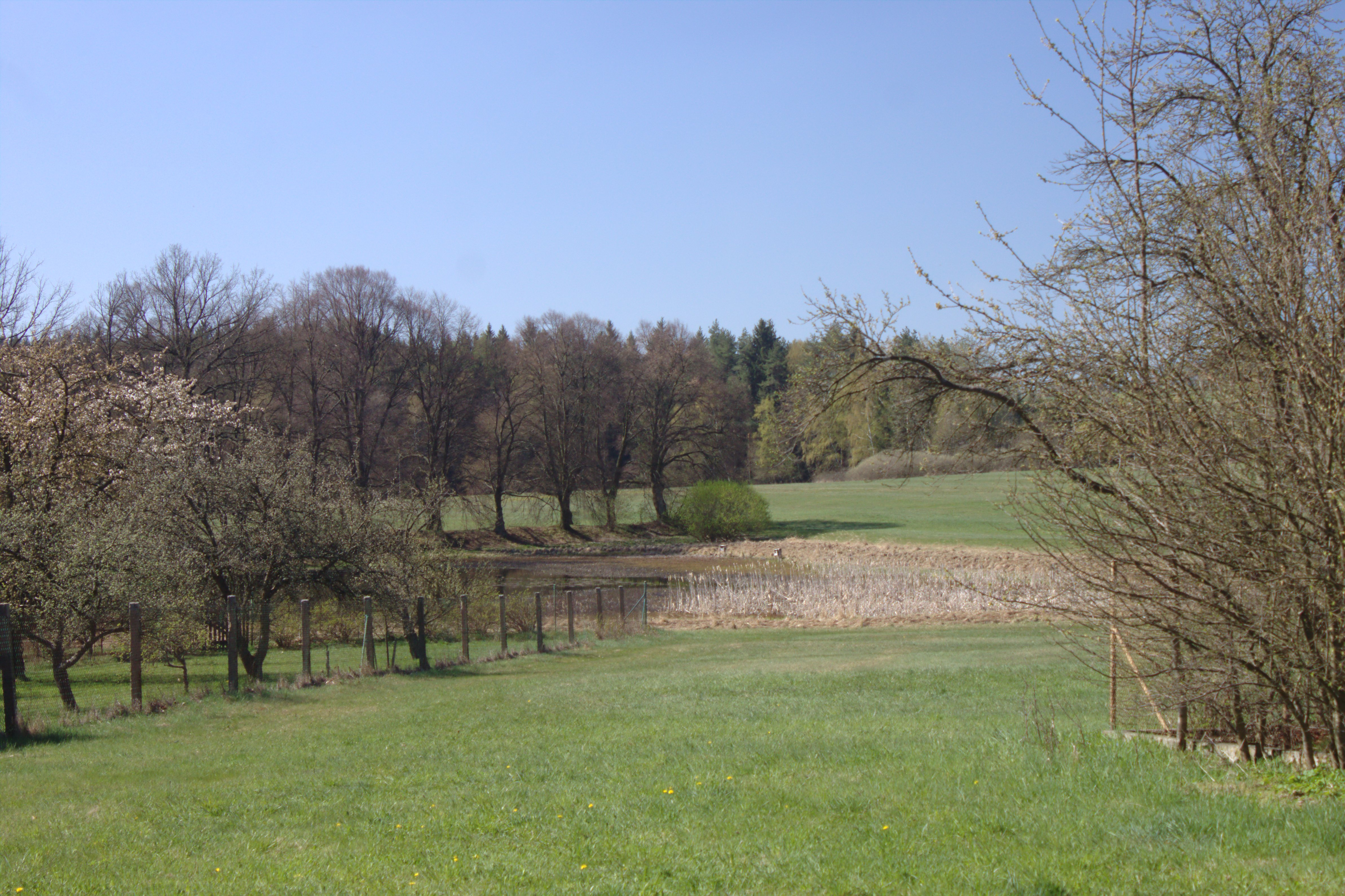
Rybník a zahrada